# Adolf Liebscher ml.
Adolf Liebscher ml. (3. května 1887 Královské Vinohrady – 27. září 1965 Praha), byl český architekt, urbanista, pedagog a malíř.

## Život
Narodil se na Královských Vinohradech jako druhorozený potomek malíře Adolfa Liebschera a jeho ženy Emy Procházkové. Měl starší sestru Boženu a oba sourozenci od dětství zručně malovali. Adolf absolvoval obecnou školu, dál studoval na České reálce v Ječné ulici v Praze a následně pokračoval v letech 1905–1911 ve studiu na pražské České vysoké škole technické, obor pozemního stavitelství. Během studií absolvoval v roce 1907 studijní cestu do Itálie, dále v roce 1910 cestu Německem, Belgií a Holandskem a následně v roce 1911 studoval 6 týdnů v Paříži. Ještě během studií na české technice pomáhal v letech 1909–1911 svému otci s výzdobou chrámu Nanebevzetí Panny Marie ve Zlonicích.
Po absolutoriu na ČVUT získal v letech 1911–1912 své první zaměstnání jako projektant u architekta Matěje Blechy v Karlíně a v dubnu 1912 nastoupil ke staviteli Karlu Novákovi na Mělník, kde zůstal do konce roku 1913. Mezitím se v listopadu roku 1911 oženil s Filipinou Kozderovou, dcerou pražského lékárníka. Následné vykonal další roční studijní cestu po Itálii a od ledna 1914 zde strávil dalších 6 měsíců a napsal teoretickou práci „O vývoji italského náměstí“. V roce 1915 byl jmenován asistentem na fakultě pozemního stavitelství a tuto funkci zastával do roku 1917, kdy nastoupil vojenskou službu jako domobranecký poručík, inženýr. Z armády byl propuštěn koncem téhož roku a v letech 1918–1921 přednášel coby suplent kreslení na České vysoké škole technické v Praze. Na téže škole v létě roku 1921 byl po rigorosní zkoušce promován na doktora technických věd.
V roce 1921 odešel do Brna a záhy byl jmenován řádným profesorem architektury na České vysoké škole technické v Brně a v letech 1928–1929 byl děkanem na fakultě Architektury a pozemního stavitelství. V době své pedagogické činnosti v letech 1923–1928 vykonal velké množství studijních cest a exkurzí se studenty do zahraničí, například do Itálie a Francie, na Sicílii, do Libye a mnoha dalších evropských zemí. V dubnu roku 1929 se rozvedl se svojí ženou Filipínou, podnikl studijní cestu do Řecka a Egypta, rok nato do Francie a v roce 1930 uspořádal pro studenty exkurzi do Berlína a dál pak pokračoval již sám a navštívil Německo, Belgii a Anglii. Mezitím se podruhé oženil s herečkou Jarmilou rozenou Štechovou. V roce 1935 se v Itálii zúčastnil Mezinárodního kongresu v Římě a v roce 1936 cestoval Bulharskem a Rumunskem do Istanbulu. V roce 1937 uskutečnil další exkurzi se studenty do Paříže na Mezinárodní výstavu techniky a umění a rovněž se zúčastnil i I. Mezinárodního kongresu pro urbanismus v témže městě. V roce 1945 byl obviněn z kolaborantství s Němci a následně byl roku 1949 přeložen na trvalý odpočinek. Zemřel v Praze v roce 1965 a pohřben byl na Vyšehradském hřbitově v Praze. Teprve v roce 1969 byl posmrtně rehabilitován rehabilitační komisí Stavební fakulty VUT v Brně.
V době své pedagogické činnosti mezi roky 1923–1948 vychoval několik meziválečných generací českých architektů, k nimž patřil například i významný architekt Josef Kranz. Adolf Liebscher ml. byl autorem magisterských plánů pro cca 15 československých měst, projektoval 85 bytových domů, 78 veřejných a 15 průmyslových staveb.